# ヴェジーバーガー

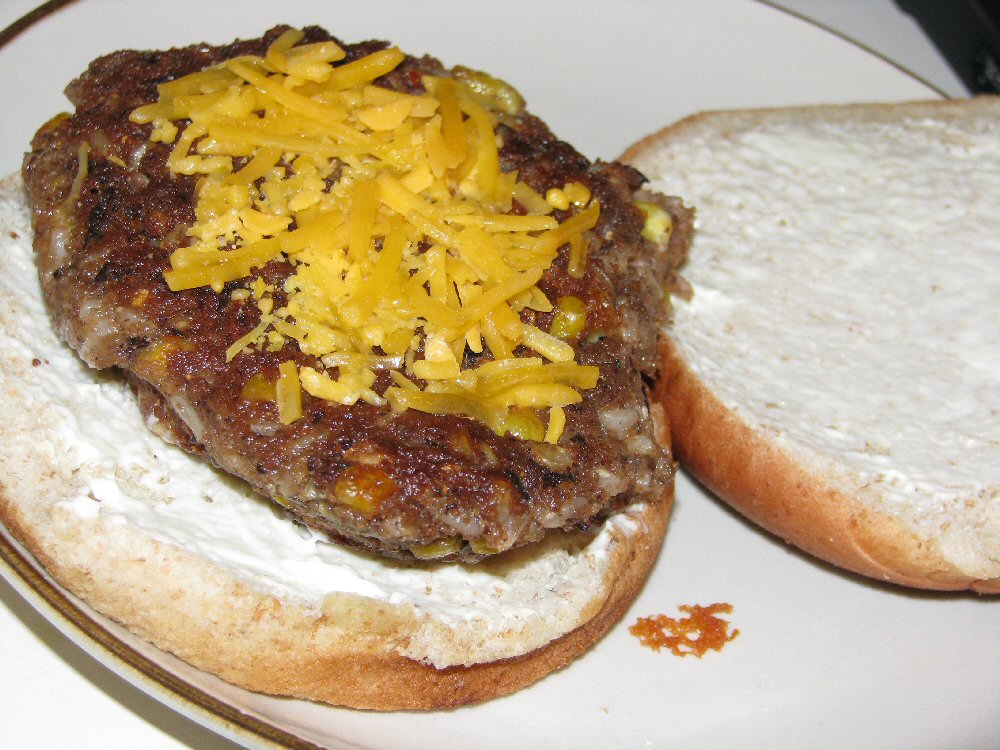
大豆、とうもろこし、米等で作られたヴェジーバーガー

ヴェジーバーガー（Veggie burger）は、原材料として肉を含まないパティを用いたハンバーガーである。通常は、野菜、豆果、ナッツ、きのこ、大豆、小麦、卵などから作られる。
ベジーバーガーまたは、ベジバーガーと表記されることもある。
2005年4月から、アメリカ合衆国のバーガーキングや系列のHungry Jack'sでヴェジーバーガーがメニューに加わった。また、一部のサブウェイやハードロックカフェ等でも売られている。

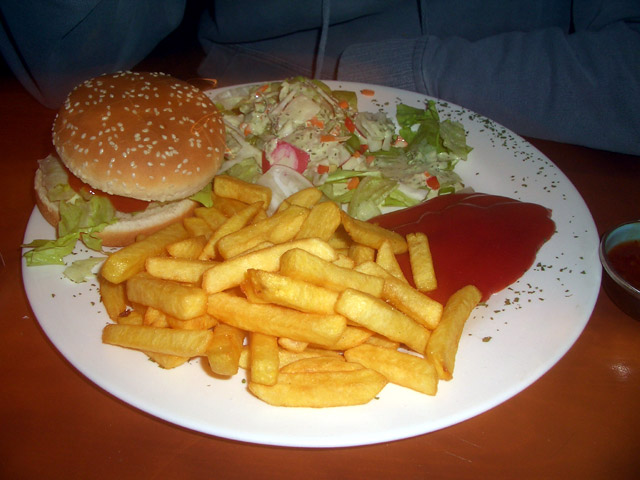
典型的なベジタリアンの食事。ヴェジーバーガーとフライドポテトとサラダ。

インドのように菜食主義が広がっている地域では、マクドナルドやケンタッキーフライドチキンでもヴェジーバーガーが供される。
日本においても、大手バーガーチェーンのモスバーガーが同様のコンセプトで作られたヴィーガン向けのハンバーガーを販売しているなど、徐々に取り扱いが広まりつつある。
肉を使っていないハンバーガーは世界中のスーパーマーケットで扱われ、簡易な調理ができるものも売られている。
ヴェジーバーガーという名前は、おそらく1982年にロンドンでグレゴリー・サムがヴェジバーガー（VegeBurger）と呼んだのが始まりである。グレゴリーと兄のクレイグは、1960年代からパディントンで自然食レストランを営んでいた。サウサンプトンのカルフールでは、創業から3週間で2000食のヴェジーバーガーを販売した。